# Orthobula pura
Orthobula pura là một loài nhện trong họ Phrurolithidae.
Loài này thuộc chi Orthobula. Orthobula pura được Christa L. Deeleman-Reinhold miêu tả năm 2001.